# 길종화
길종화는 대한민국의 연예기획자이다. 현재 빅플래닛메이드엔터의 매니지먼트 대표를 맡고 있다.

## 경력
- 핑클 매니저
- DSP 미디어 이사
- DSP엔터테인먼트 기획실장
- B2M 엔터테인먼트 총괄대표
- 디지 엔터테인먼트 대표
- 빅플래닛메이드엔터 매니지먼트 대표